# Agrostis tateyamensis
Agrostis tateyamensis är en gräsart som beskrevs av Tsuguo Tateoka. Agrostis tateyamensis ingår i släktet ven, och familjen gräs. Inga underarter finns listade i Catalogue of Life.